# 闽信集团
闽信集团有限公司（港交所：0222）是福建在香港的第一家上市公司。闽信集团前身为香港泛印集团，原为印尼泛印银行关系企业，控股股东为印尼华侨李文光，曾开办过泛印國際財務，泛印保險，并控股澳门国际银行，合资开办厦门国际银行。但由于澳门国际银行和李文光任副董事的海外信托银行均出现危机，使得香港泛印濒临破产。为了让厦门国际银行顺利开办，1988年福建省省属企业华福公司收购香港泛印集团的股份，成为香港泛印集团的控股股东，同时香港泛印更名为香港闽信集团。
福建省投资开发集团有限责任公司持有闽信集团近48.01%的股权，为闽信集团的大股东。
闽信集团为厦门国际银行的主要股东，占有10.6289%的股份。

## 外部連結
- 閩信集團有限公司官方網站 （页面存档备份，存于）